# Clube de Regatas do Flamengo (Guajará-Mirim)
Clube de Regatas do Flamengo é um clube de futebol brasileiro da cidade de Guajará-Mirim, no estado de Rondônia.
Fundado em 6 de maio de 1957, mandava suas partidas no Estádio Municipal João Saldanha, com capacidade para 3.000 torcedores e suas cores são vermelho e preto (as mesmas do Flamengo-RJ).

## Única Participação
O Flamengo de Guajará-Mirim disputou apenas uma edição do Campeonato Rondoniense, em 1983 (na época, o futebol em Rondônia era amador). Ficou em 9º lugar entre 10 clubes, empatado com o Mixto de Porto Velho, porém superou a equipe da capital nos critérios de desempate. Não disputou a edição de 1984, e desde então permanece licenciado das competições profissionais.
É um dos 6 clubes que representaram o município de Guajará-Mirim no Campeonato Rondoniense, juntamente com Guajará (14 participações), América (4), Pérola do Mamoré (2), Marechal Rondon e Morumbi (uma participação).

## Desempenho em Competições

### Campeonato Rondoniense - 1ª divisão
| Ano  | Posição |
| 1983 | 9º      |